# SN 1990al
SN 1990al – supernowa odkryta 19 lipca 1990 roku w galaktyce A190956+4231. W momencie odkrycia miała maksymalną jasność 16,50m.